# 魏斯山 (伯爾尼山)
魏斯山（Weisshorn），是瑞士的山脈，位於該國西南部，處於伯恩州和瓦萊州接壤的邊界，屬於伯爾尼山的一部分，海拔高度2,948米，該山峰設有軍用纜車系統。